# Мартиниан
Секст Марций Мартиниан (лат. Sextus Marcius Martinianus) — римский император в 324 году.

## Биография
О ранней жизни и карьере Мартиниана нам ничего неизвестно. Во время гражданской войны Константина I Великого и Лициния, Мартиниан был магистром оффиций восточного императора. После поражения в Адрианопольской битве 3 июля 324 года, Лициний назначил Мартиниана своим Цезарем и номинально Августом на Западе. Мартиниан был послан в Лампсак помешать армии Константина пересечь из Фракии Геллеспонт. После разгрома войск Лициния в битве при Хрисополе 18 сентября 324 года тот был сослан в Фессалоники, где содержался под домашним арестом, а Мартиниан заключён в каппадокийскую тюрьму. В том же году по приказу Константина I Мартиниан был казнён. Не более как год спустя казнили и самого Лициния.